# Vanishing Point (gra komputerowa)
Vanishing Point – brytyjska wyścigowa gra komputerowa wyprodukowana przez Clockwork Games oraz wydana przez Acclaim w 2000 roku na konsolę Dreamcast oraz w 2001 roku na PlayStation.